# Крым, Самуил Авраамович
Самуи́л Авраа́мович Крым (др.-евр.  שמואל בן אברהם קרימי ‬ Шемуэль бен Авраам Крыми́; 1835, Феодосия, Таврическая губерния — 21 мая [2 июня] 1898, Феодосия, Таврическая губерния) — потомственный почётный гражданин, видный караимский общественный деятель. Почётный гражданин Феодосии.

## Биография
Родился в 1835 году в Феодосии. Вместе с И. И. Казасом окончил караимскую богословскую школу Абен-Яшара Луцкого в Евпатории. Впоследствии Казас посвятит Самуилу Крыму первое издание своего учебника древнееврейского языка для караимских школ «Лерегель Гайладим» (Одесса, 1869). С 1863 по 1869 год состоял городским головой Феодосии. Являлся учредителем феодосийского городского банка, в котором в течение 15 лет занимал пост директора. 16 лет избирался на должность почётного мирового судьи, был председателем Феодосийского съезда мировых судей. Член Таврической учёной архивной комиссии со дня основания.
Умер 21 мая (2 июня) 1898 года в Феодосии. Похоронен на феодосийском караимском кладбище.

## Семья
В 1847 году семья Крымов была причислена к потомственному почётному гражданству.
Отец — Авраам Самуилович Крым, коммерции советник, один из предводителей караимской общины Феодосии. Мать — Эстер Наумовна Крым (ок. 1803 — 1896, Феодосия), благотворительница. У самого С. А. Крыма и его жены Анны (Аджикей) Шаббетаевны Хаджи было несколько детей:
- Соломон Крым (1867—1936) — известный общественный и политический деятель, учёный-агроном[4][10].
- Вера (Беруха) Крым (в замужестве Пастак; 1871 — 1944/1954, Симферополь) — общественный деятель, благотворитель, жена А. И. Пастака[11][12].
- Александра (Сара) Крым (в замужестве Хаджи; 1873, Феодосия — 1934, Ницца)[13].
- Раиса (Рахель) Крым (около 1876 — 1932, Ницца) — доктор медицины[10].
- Шебетай Крым (1878 — 1932, близ Марселя) — юрист, председатель Феодосийской земской управы, после революции уездный комиссар Временного правительства. В эмиграции — садовод в имении Беспалова на берегу Средиземного моря. Похоронен в Ницце[10].
- Ибрагим (Авраам) Крым (около 1880 — 1941/1942, Ницца) — директор банка в Феодосии.
- Дина Крым (1885 — 1942, Ленинград) — библиограф, сотрудница ГПБ имени М. Е. Салтыкова-Щедрина в 1922—1929 и 1931—1942 годах, работала над библиографическим описанием каталога библиотеки Вольтера[14].
- Ангелина Крым (в замужестве Шишман Вениамином Семёновичем; ? — ?, Феодосия).
- Илья Крым (1870 — 1899, Феодосия) — окончил медицинский факультет Московского университета (1893), изучал детские болезни в Берлине. Безвозмездно работал в Феодосийской уездной земской больнице, где заразился сыпным тифом, от которого и умер[15].
- Стера (Евгения) Крым (в замужестве Давыдова; ? — 1924, Берлин)[16].
- Феодосия Крым (? — 1905, Феодосия) — окончила физико-математическое отделение высших женских курсов в Санкт-Петербурге, устроила в Феодосии химическую лабораторию для органического анализа[17].
- дочь (в замужестве Капон; ? — 1952/1954, Симферополь).